# 新バルグ左旗
新バルグ左旗（しんバルグさき、モンゴル語：ᠰᠢᠨ᠎ᠡ
ᠪᠠᠷᠭᠤ
ᠵᠡᠭᠦᠨ
ᠬᠣᠰᠢᠭᠤ　転写：Sin-e Barɣu jegün qosiɣu）は、中華人民共和国内モンゴル自治区フルンボイル市に位置する旗。地方政府はアムガラン・バルガス（阿木古郎鎮）にある。南方はモンゴル国（ドルノド県）との国境であり、ノモンハン事件の戦場はアムガラン鎮の南東60kmの地である。
フルンボイル市南西部にあり、モンゴル人が7割以上を占める。産業は牧畜が主だが、近年は観光業も興っている。

## 行政区画
2バルガス（鎮）、5ソム（蘇木）を管轄
- バルガス（鎮）
  - チャガーン・バルガス（嵯崗鎮）
  - アムガラン・バルガス（阿木古郎鎮）
- ソム（蘇木）
  - シンボラグ・ソム（新宝力格蘇木）
  - ウブルボラグ・ソム（烏布爾宝力格蘇木）
  - ハンダガエ・ソム（罕達蓋蘇木）
  - ジブフラント・ソム（吉布胡郎図蘇木）
  - ガンジュール・ソム（甘珠爾蘇木）

## 観光
- ガンジュール・ソム（甘株爾廟）：ノモンハン事件時に司令部となった場所。寺であり、参拝客が多い。アムガラン・バルガスから北に20kmの場所にある。
- ノモンハン戦争博物館：アムガラン・バルガスから南東60kmの場所にある。激しい戦闘の跡が残る草原が見られる。ホルスデン川などの戦跡へも行くことが出来る。
- 七仙湖：アムガラン・バルガスの南90kmの位置にある。ここではモンゴル民族の民俗文化を見ることができる。また青い空、大きな草原等景観もよく、美味しいモンゴル料理を食べることができる。乗馬体験可能。
- フルンボイル・ナーダム：夏季にフルンボイル市・ナーダムが行われる。[2][3]

## 交通

### 鉄道
- 中国鉄路総公司
  - 浜洲線

（満洲里方面）- 湖北駅 - 阿爾公駅 - チャガーン（嵯崗）駅 -（ハルビン方面）
  - 伊阿線

（伊敏方面）- 温根托海駅 - 巴日図駅 - 道労杜駅 - ハンダガエ（罕達蓋）駅 -（アルシャン方面）

### 道路
- 国道
  - G301国道

### 出入国検査場
- オブドグ・ボームト（額布都格口岸）：モンゴル国